# TKS小戰車
TK(TK-3)和TKS是波蘭在二次世界大戰使用的小戰車。

## 設計和發展
TK(TK-3)或TKS是由波蘭在西元1931年以英國 卡登·洛伊德超輕型戰車底盤設計生產，並增大了車體和更有力的引擎。TK-3裝甲厚度達 8毫米(0.31英吋)而TKS裝甲則具有 10毫米(0.39英吋)。 在1939年，波蘭陸軍開始將其配裝安裝 Nkm wz.38 FK 20毫米 (0.79英吋)機關槍。
1934年11月6日，愛沙尼亞自波蘭購得6輛TKS，合約的成交總額超過180,000 克朗斯. 此合約還包含一些額外的贈禮：一輛履帶式運輸車和摩托車。此後，在蘇聯佔領愛沙尼亞後，這些載具重新在紅軍中服役。

## 戰鬥史
575輛TK/TKS小戰車在二戰前成為波蘭裝甲部隊的主要力量。 它們在德軍入侵波蘭時遭受嚴重的損失，甚至是唯一可得的裝甲作戰車輛。 他們的小尺寸適合偵查和支援步兵，但他們薄弱的武器：一挺機關槍， 它們面對德國戰車（尤其是一號戰車）幾乎毫無招架之力。然而，一些裝備了20毫米炮的TKS小戰車卻能有效的打擊敵方坦克；其中一個實例：在1939年9月18日有一輛由Podchorazy候補軍官指揮，裝備20 毫米炮的TKS，摧毁了三輛德軍的35(t)坦克。
在征服波蘭後，被擄獲的小戰車被用來當作德國軍隊多種後勤支援車輛，大多是用作訓練車輛、維安工作或火炮牽引車。很多被擄獲的小戰車亦被德國空軍用於機場維安和除雪車。也有的稍後被賣到一些由納粹德國扶植的傀儡政權，如：克羅埃西亞獨立國。

## 型號
- TK(TK-3)-於1931年開始生產，约280輛該型號被生產(Ford A 引擎)
- TKF-即TK型安裝46匹(34 千瓦)Polski Fiat engine引擎和新的(TKS型)懸吊，大约18輛被建造出來。
- TKS-1933年的改進型，約260輛被製造出來(新的車體、懸吊系統和Polski Fiat engine)
- TKS安裝 Nkm wz.38 FK-20 毫米炮 -在1939年約有24輛TKS被安裝Nkm wz.38 FK-20 毫米炮。
- C2P -無裝甲的火炮牽引車，約200台被製造出來。

實驗型號：
- TK-1、TK-2 - 首個實驗型號。
- TKD - 輕型 自行火炮，安裝 47 毫米火炮，四輛被製造出來。
- TKW - 具砲塔的輕型偵查坦克，僅有一個原型。
- TK-3 -  安裝20 毫米火炮，僅完成一個車體。
- TKS-D -  輕型驅逐戰車，配有 37毫米博福斯 反坦克炮，有兩輛被製造出來。

## 用户
- 波蘭
- 愛沙尼亞
- 克羅埃西亞獨立國(NDH)
- 納粹德國
- 蘇聯

## 倖存的TK系列小戰車

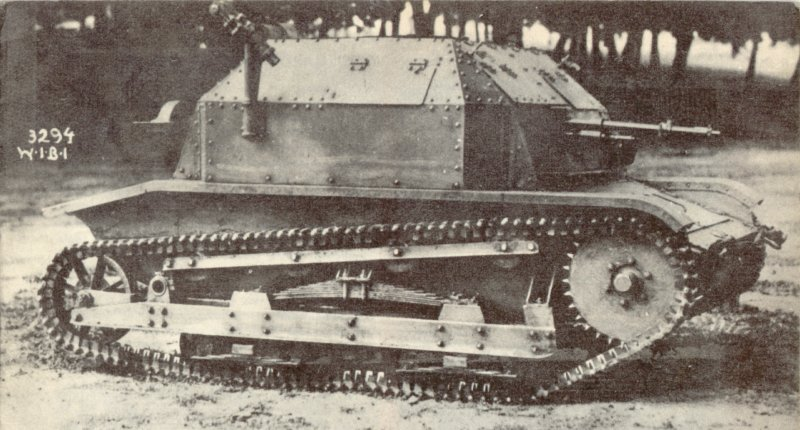
TK-3小戰車

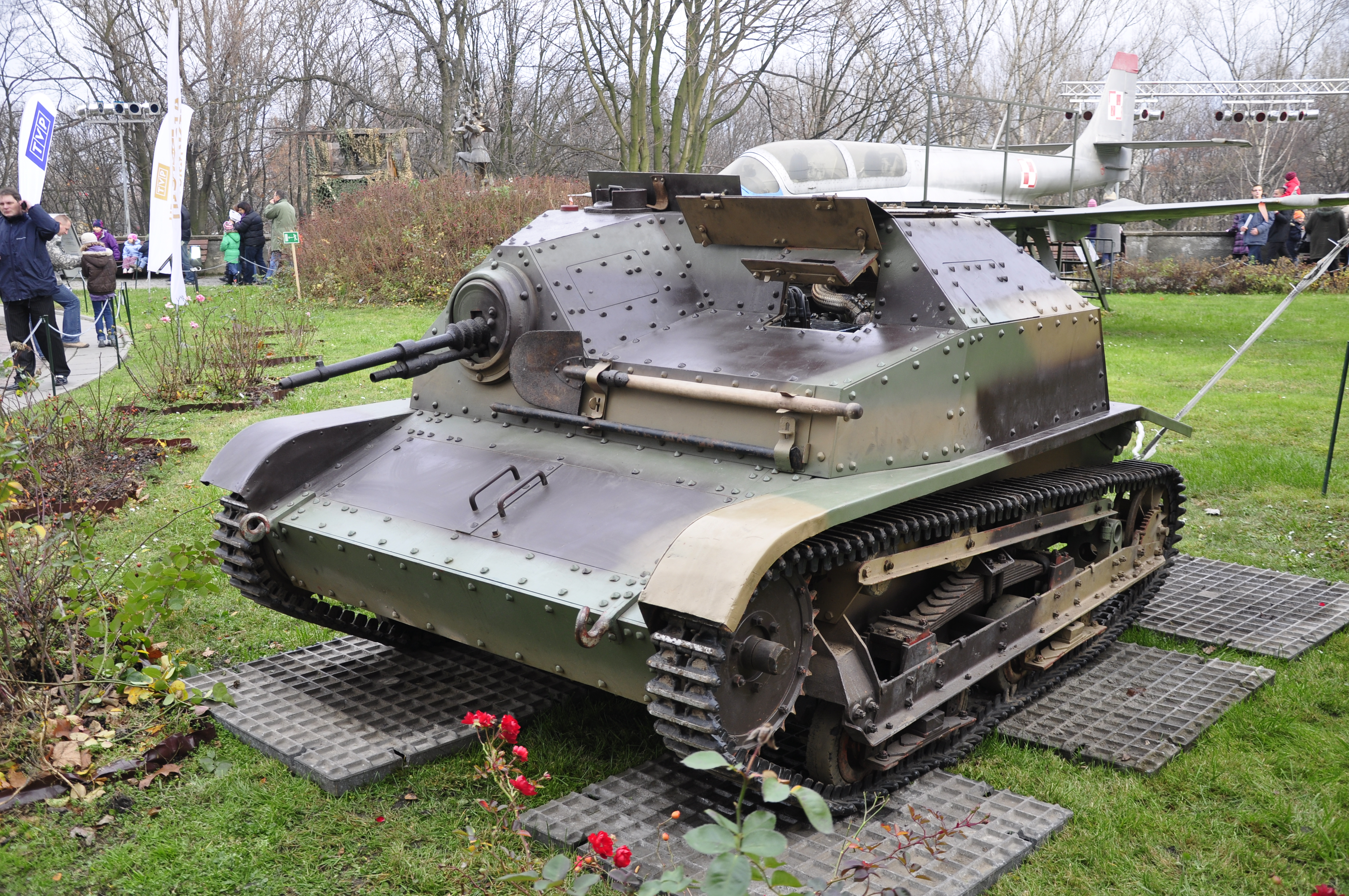
TKS 在 波兰陆军博物馆

只有兩輛能運作的TKS和TK-3小戰車倖存。 他們都是在21世紀初從殘骸中重組而成。
- 1輛TKS小戰車被瑞典 Axvall 坦克博物館捐贈給波蘭，並且在2008年的波蘭軍隊博物館的一場展覽中亮相。這台TKS在戰後倖存下來，並被一名挪威當地的農夫當成拖拉機使用。
- 1輛TKS-私人收藏。
- 1輛TK-3-私人收藏。

而剩餘的倖存戰車皆無法運作。
- 1輛TKS-展示在俄羅斯的庫賓卡戰車博物館。
- 1輛TKS-展示在貝爾格勒軍事博物館。
- 1輛TKS-挪威武裝部隊博物館返還給波蘭波茲南裝甲武器博物館。
- 1輛TKF-在塞尔维亚。
- 1輛C2P火炮牽引車-在比利時被發現，並被美國印第安納奧本的國家軍史中心買下，正在展覽中。

## 相簿

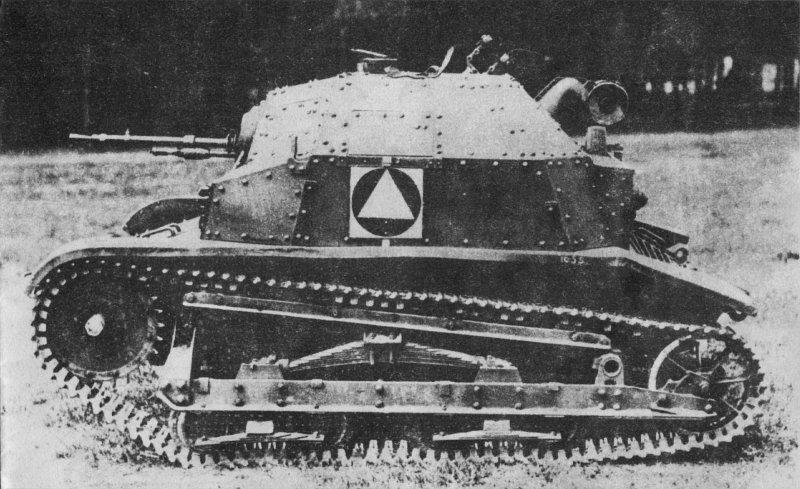
TKS
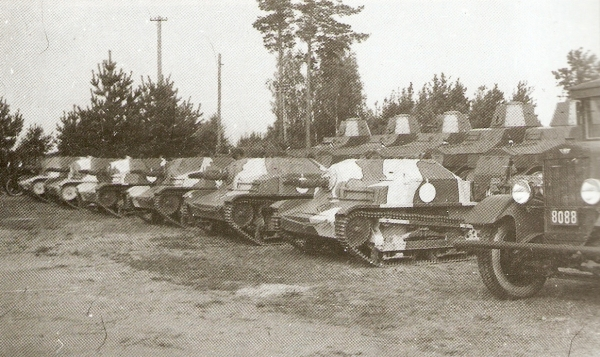

## 引文
- Janusz Magnuski, "Karaluchy przeciw panzerom"; Pelta; Warsaw 1995
- Leszek Komuda, "Przeciwpancerne tankietki" in: "Militaria" Year 1 Nr. 3 and Nr. 4.
- Adam Jońca, Rajmund Szubański, Jan Tarczyński, "Wrzesień 1939 - Pojazdy Wojska Polskiego - Barwa i broń"; WKL; Warsaw 1990.
- Jan Tarczyński, K. Barbarski, A. Jońca, "Pojazdy w Wojsku Polskim - Polish Army Vehicles - 1918-1939"; Ajaks; Pruszków 1995.
- "Czołg rozpoznawczy TK-S", Militaria i Fakty nr. 31 (6/2005)
- Janusz Magnuski, "Czołg rozpoznawczy TKS (TK)"; TBiU nr. 36; Wydawnictwo MON; Warsaw 1975
- Zbigniew Lalak, "Czołg rozpoznawczy TK3 / Reconnaissance tank TK3" in Z. Lalak, T. Basarabowicz, R. Sawicki, M. Skotnicki, P. Żurkowski "Pojazdy II wojny swiatowej (tom 2) / Military Vehicles of WW2, part 2", Warsaw 2004, ISBN 83-920361-0-7
- Eesti soomusmasinad : soomusautod ja tankid 1918-1940 / Tiit Noormets, Mati Õun Tallinn : Tammiskilp, 1999 Page 52 ISBN 9985-60-692-2

## 相關連結
- Articles on TK/TKS development, variants and construction in English（页面存档备份，存于） in Polish Armour 1918-1939（页面存档备份，存于） website
- TK & TKS tankettes wwiivehicles.com
- TK Tankette Series Small / Light Reconnaissance Tank achtungpanzer.com
- TKS before and after restoration